# Son Armadams
Son Armadans es un barrio de la ciudad de Palma de Mallorca, Islas Baleares, España. Su población en el año 2007 era de 8.201 habitantes.
Está delimitado por la Avenida Gabriel Roca, la Calle Andrea Doria y el Castillo de Bellver.

## Límites
Son Armadans limita con los siguientes barrios:
- El Terreno
- Bellver
- Son Dureta
- El Jonquet
- Santa Catalina
- Son Espanyolet

## Lugares de interés
- Iglesia de Santa Teresita
- Parque de Son Armadans
- Auditorium de Palma
- Paseo Marítimo